# Karl Arndt
Pour les articles homonymes, voir Arndt.
Karl Hermann Arndt (10 mars 1892 à Groß-Kauen - 30 décembre 1981 à Balve-Langenholthausen) est un Generalleutnant allemand qui a servi au sein de la Heer dans la Wehrmacht pendant la Seconde Guerre mondiale.
Il a été récipiendaire de la croix de chevalier de la croix de fer avec feuilles de chêne. La croix de chevalier de la croix de fer et son grade supérieur, les feuilles de chêne, sont attribués pour récompenser un acte d'une extrême bravoure sur le champ de bataille ou un commandement militaire avec succès.

## Biographie
Arndt étudie en tant qu'élève l'école préparatoire de sous-officiers de Wohlau à partir d'avril 1908, puis l'école de sous-officiers de Potsdam. Il s'engage ensuite le 1er octobre 1911 dans le 46e régiment d'infanterie de l'armée prussienne.
Karl Arndt est capturé par les troupes américaines en mai 1945 et reste en captivité jusqu'en 1947.

## Décorations
- Croix de fer (1914)
  - 2e classe (3 octobre 1914)
  - 1re classe (26 janvier 1918)
- Insigne des blessés (1914)
  - en noir
  - en argent (31 juillet 1918)
- Croix d'honneur (31 décembre 1934)
- Agrafe de la croix de fer (1939)
  - 2e classe (27 octobre 1939)
  - 1re classe (17 juin 1940)
- Insigne de combat d'infanterie
- Médaille du Front de l'Est (19 août 1942)
- Croix allemande en or (2 juillet 1944)
- Croix de chevalier de la croix de fer avec feuilles de chêne
  - Croix de chevalier le 23 janvier 1942 en tant que Oberst et commandant du Infanterie-Regiment 511[1]
  - 719e feuilles de chêne le 1er février 1945 en tant que Generalleutnant et commandant de la 359. Infanterie-Division[2]
- Mentionné dans le bulletin radiophonique Wehrmachtbericht (22 janvier 1945)